# Menhir von Arnac

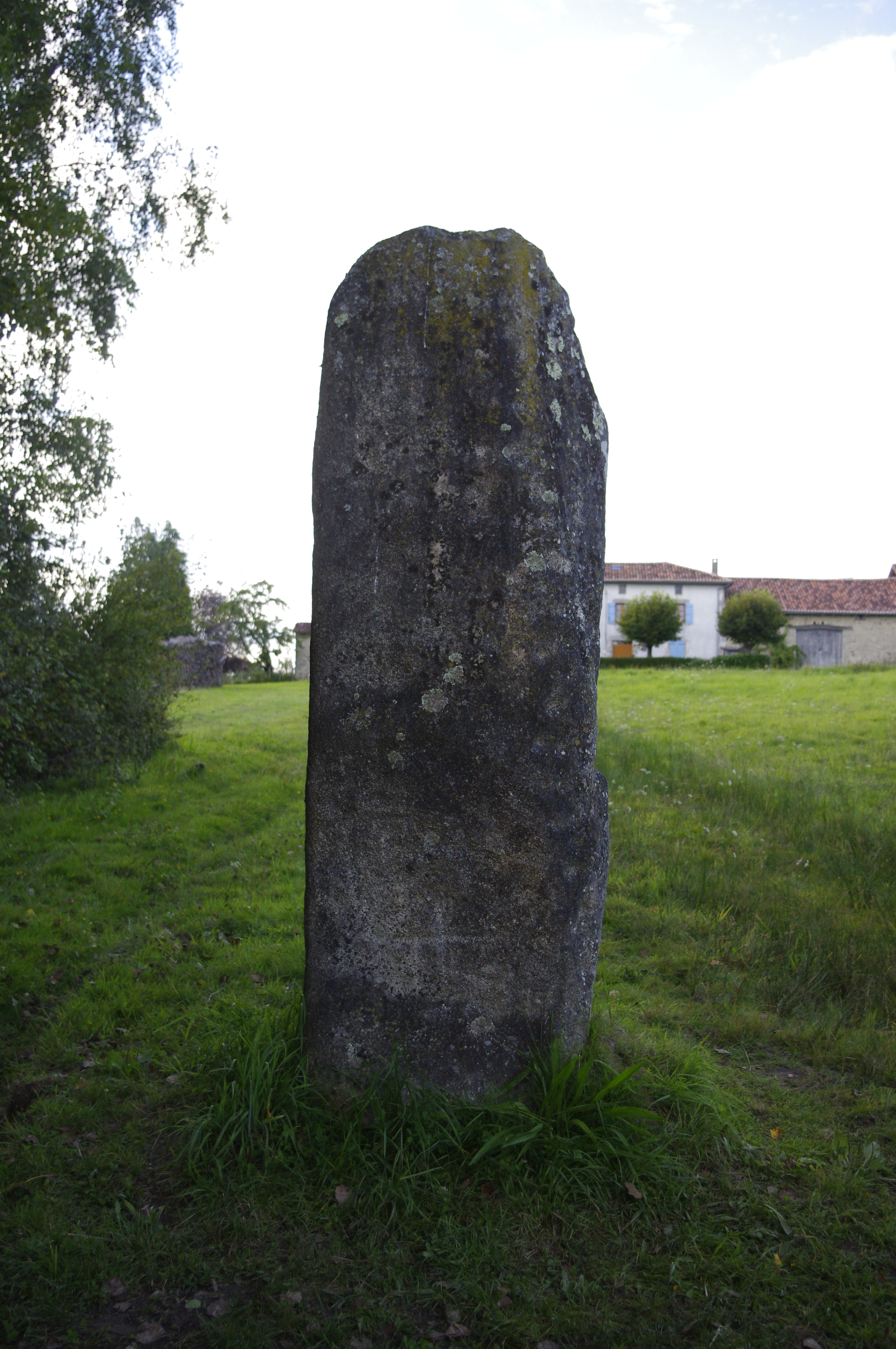
Menhir von Arnac, 2014

Der Menhir von Arnac (französisch Menhir d’Arnac; auch Pierre à Cupules genannt) steht westlich des Weilers Arnac und westlich von Cieux, im Westen des Département Haute-Vienne in Frankreich.
Der etwa 2,5 m hohe Menhir ist ein Schalenstein. Auf seiner Südostseite, wo Lochreihen mit einem Durchmesser von 35 mm am Rand entlang verlaufen, ist dies deutlich erkennbar. Eine flache Gravur auf der Südseite zeigt möglicherweise Schachbrettmarkierungen und Schälchen, die an den Rändern entlang laufen. Auf der Nordseite ist der ganze Stein mit mehr als 100 Schälchen bedeckt. Der Menhir steht seit 1987 unter Denkmalschutz.
Der etwa 5,1 m hohe Menhir von Ceinturat steht etwa 1600 m nordwestlich beim Dolmen des Termisseaux. Der Wackelstein von Boscartus und der Abri Rocher des Fées befinden sich im Waldgebiet Bois du Rat von Cieux.